# Rubinstein Memorial

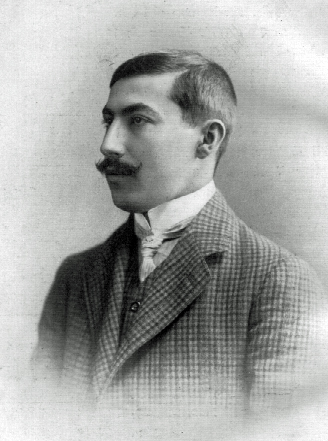
Akiba Rubinstein

Il Rubinstein Memorial è un torneo di scacchi che si gioca annualmente dal 1963 a Polanica-Zdrój in onore del grande campione polacco Akiba Rubinstein.
Si svolge normalmente con il formato del doppio girone nel mese di agosto.

## Albo d'oro

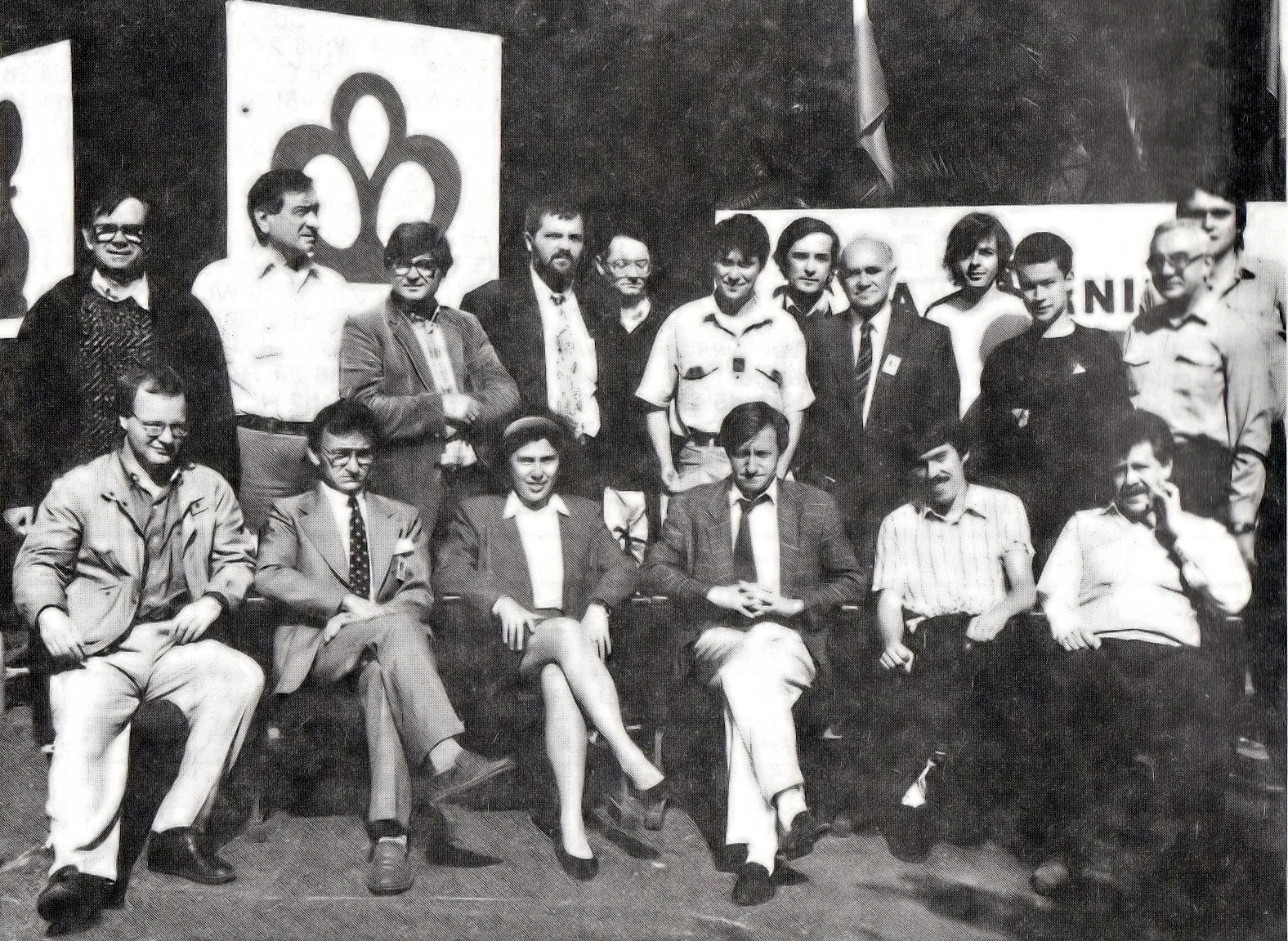
Foto di gruppo dell'edizione del 1991

| #  | Anno | Vincitore                       |
| -- | ---- | ------------------------------- |
| 1  | 1963 | Nikola Pădevski                 |
| 2  | 1964 | Andrzej Filipowicz Bruno Parma  |
| 3  | 1965 | Evgenij Vasjukov Péter Dely     |
| 4  | 1966 | Vasily Smyslov                  |
| 5  | 1967 | Semyon Furman                   |
| 6  | 1968 | Vasily Smyslov                  |
| 7  | 1969 | Laszlo Barczay                  |
| 8  | 1970 | Jan Smejkal                     |
| 9  | 1971 | Helmut Pfleger                  |
| 10 | 1972 | Jan Smejkal                     |
| 11 | 1973 | Włodzimierz Schmidt             |
| 12 | 1974 | Vladimir Karasev                |
| 13 | 1975 | Jurij Averbach                  |
| 14 | 1976 | Gennadi Timoshenko              |
| 15 | 1977 | Vlastimil Hort                  |
| 16 | 1978 | Mark Tseitlin                   |
| 17 | 1979 | Jurij Razuvaev                  |
| 18 | 1980 | Oleg Romanishin                 |
| 19 | 1981 | Włodzimierz Schmidt             |
| 20 | 1982 | Lothar Vogt                     |
| 21 | 1983 | Viacheslav Dydyshko             |
| 22 | 1984 | Gennadi Zaichik                 |
| 23 | 1985 | Konstantin Lerner               |
| 24 | 1986 | Peter Lukacs                    |
| 25 | 1987 | Uwe Boensch                     |
| 26 | 1988 | Alexander Chernin               |
| 27 | 1989 | Igor' Novikov                   |
| 28 | 1991 | Joël Lautier                    |
| 29 | 1992 | Oleg Romanishin                 |
| 30 | 1993 | Gennadi Sosonko                 |
| 31 | 1994 | Evgeny Mochalov                 |
| 32 | 1995 | Veselin Topalov                 |
| 33 | 1996 | Alexander Beliavsky             |
| 34 | 1997 | Sergei Rublevsky                |
| 35 | 1998 | Boris Gelfand                   |
| 36 | 1999 | Loek van Wely                   |
| 37 | 2000 | Boris Gelfand                   |
| 38 | 2001 | Vladimir Baklan                 |
| 39 | 2002 | Alexander Zubarev               |
| 40 | 2003 | David Navara                    |
| 41 | 2005 | Paweł Czarnota                  |
| 42 | 2006 | Robert Kempiński                |
| 43 | 2007 | Bartosz Soćko                   |
| 44 | 2008 | Alexander Moiseenko             |
| 45 | 2009 | Wojciech Moranda                |
| 46 | 2010 | Kacper Piorun                   |
| 47 | 2011 | Aleksander Hnydiuk              |
| 48 | 2012 | Pawel Kowalczyk                 |
| 49 | 2013 | Wojciech Moranda                |
| 50 | 2014 | Vadim Shishkin                  |
| 51 | 2015 | Tomasz Warakomski               |
| 52 | 2016 | Marcin Szeląg                   |
| 53 | 2017 | Tomasz Warakomski               |
| 54 | 2018 | Artur Frolov                    |
| 55 | 2019 | Tomasz Warakomski               |
| 56 | 2020 | Sergei Ovsejevitsch             |
| 57 | 2021 | Kirill Shevchenko, David Navara |
| 58 | 2022 | Alexander Donchenko             |
| 59 | 2023 | Grzegorz Nasuta                 |
| 60 | 2024 | Vincent Keymer                  |
| 61 | 2025 |                                 |

## Galleria d'immagini

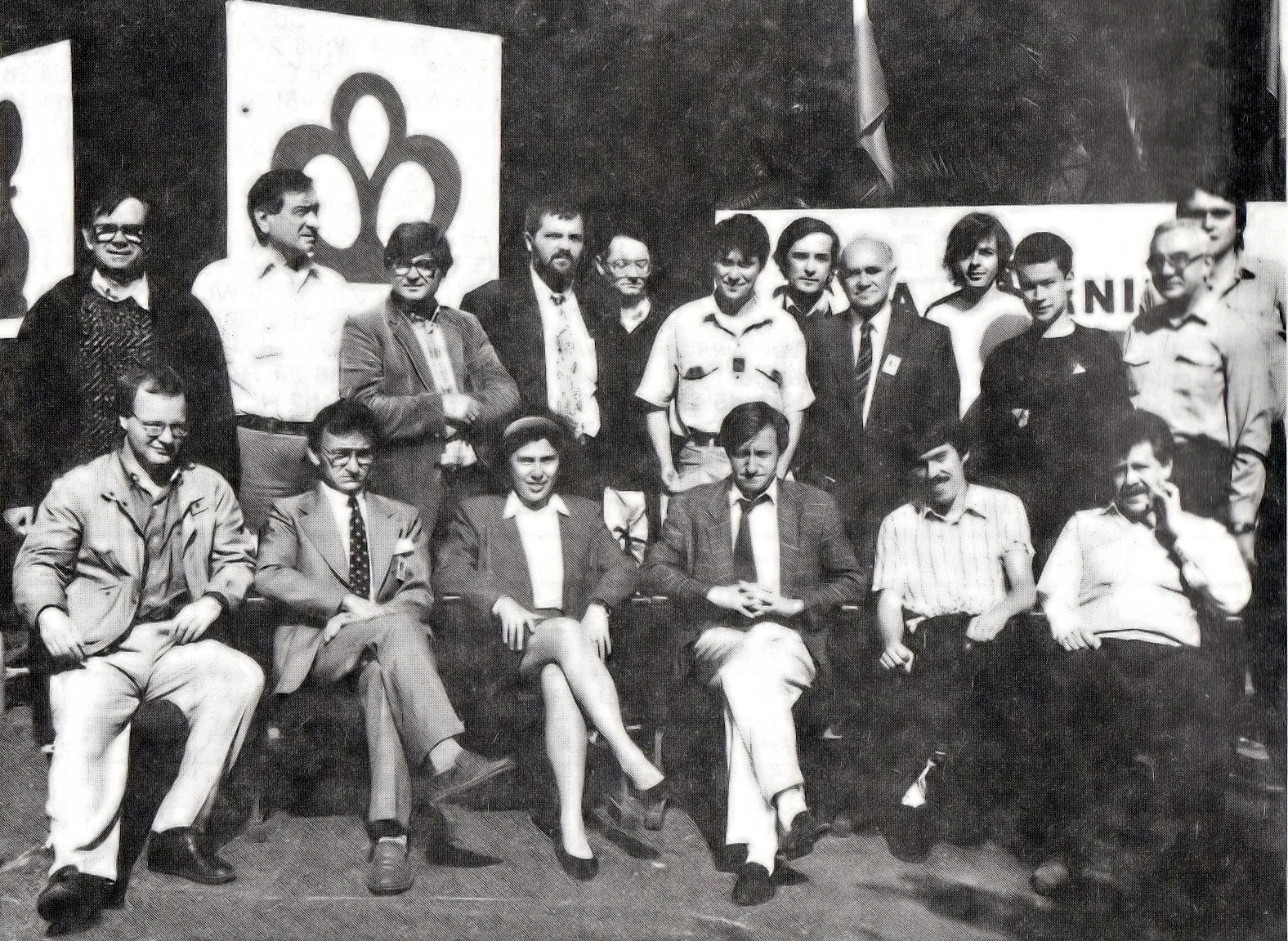
Foto di gruppo torneo del 1991
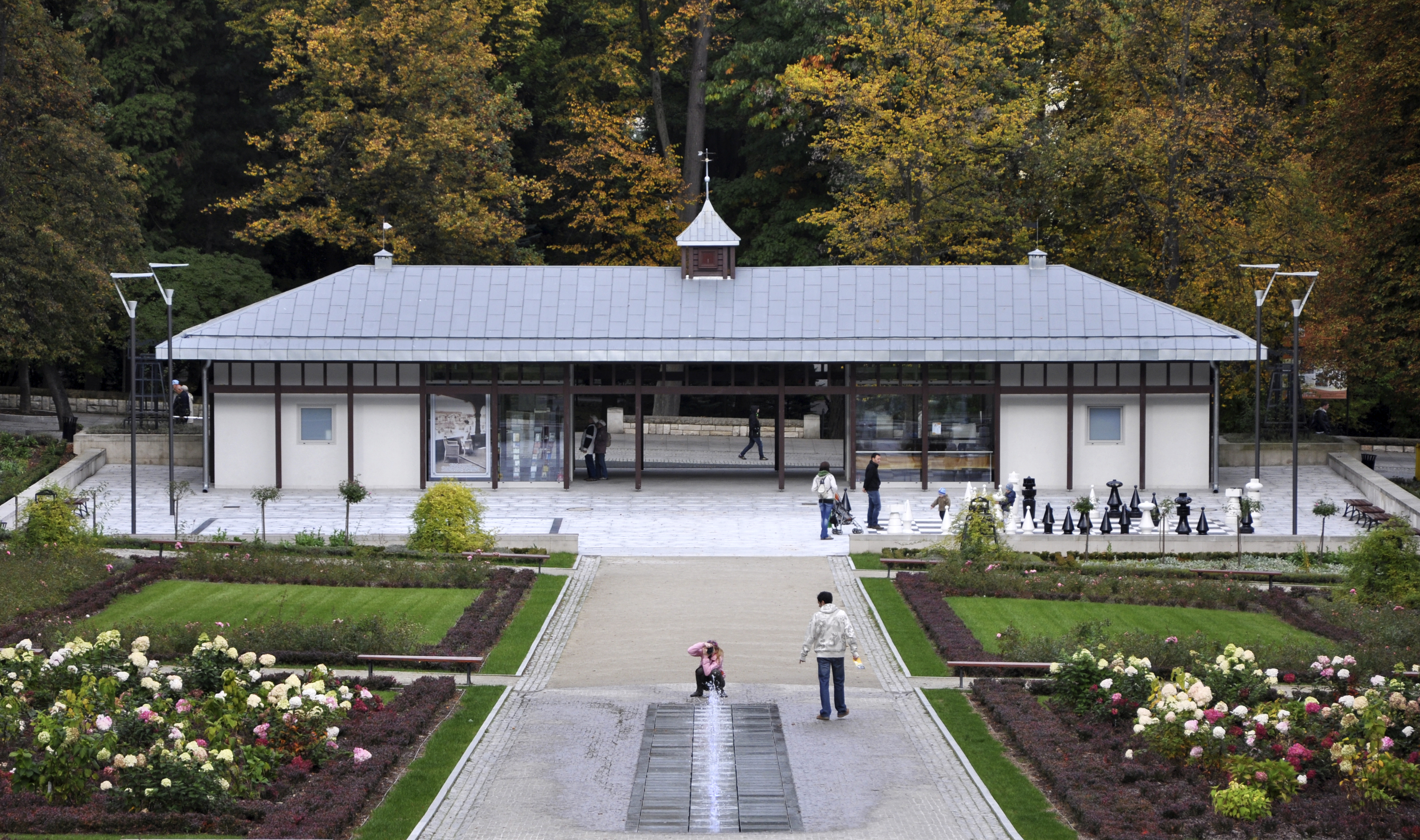
Padiglione di gioco del torneo
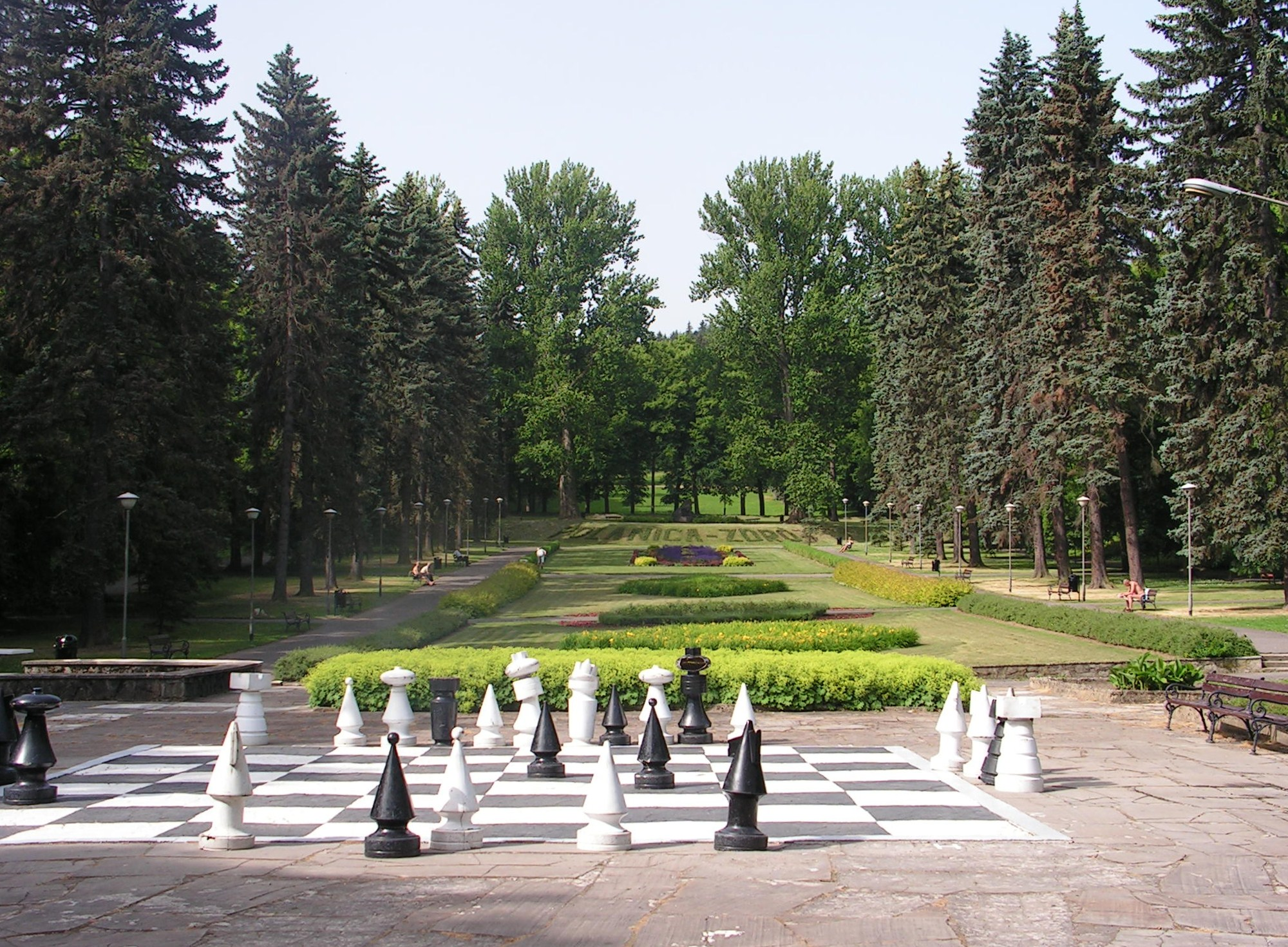
Parco antistante al paglione di gioco